# Alberto Dell'Acqua

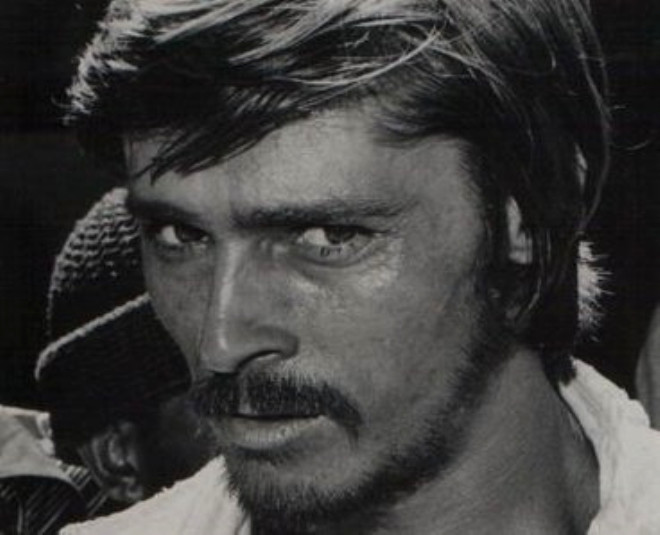
Robert Widmark

Alberto Dell'Acqua (Campobasso, 14 maggio 1944) è un attore italiano.

## Biografia
Fratello di Roberto, Arnaldo, Ottaviano Dell'Acqua e Franco Dell'Acqua, ha interpretato molti spaghetti-western sia come attore che come stuntman. La sua partecipazione a Zombi 2, dove interpreta uno degli zombi, è divenuta di culto tra gli amanti del genere splatter.

## Filmografia
- La rossa, regia di Luigi Capuano (1955)
- I giganti di Roma, regia di Antonio Margheriti (1964)
- Texas addio, regia di Ferdinando Baldi (1966)
- 7 pistole per i MacGregor, regia di Franco Giraldi (1966)
- I lunghi giorni dell'odio, regia di Gianfranco Baldanello (1967)
- Killer calibro 32, regia di Alfonso Brescia (1967)
- 7 donne per i MacGregor, regia di Franco Giraldi (1967)
- Wanted, regia di Giorgio Ferroni (1967)
- Il suo nome gridava vendetta, regia di Mario Caiano (1968)
- Joko - Invoca Dio... e muori, regia di Antonio Margheriti (1968)
- Un minuto per pregare, un istante per morire, regia di Franco Giraldi (1968) – non accreditato
- L'uomo, l'orgoglio, la vendetta, regia di Luigi Bazzoni (1968)
- Ammazzali tutti e torna solo, regia di Enzo G. Castellari (1968)
- ...e per tetto un cielo di stelle, regia di Giulio Petroni (1968)
- La collina degli stivali, regia di Giuseppe Colizzi (1969)
- I vendicatori dell'Ave Maria, regia di Bitto Albertini (1970)
- Lo chiamavano Trinità..., regia di Enzo Barboni (1970)
- È tornato Sabata... hai chiuso un'altra volta!, regia di Gianfranco Parolini (1971)
- Padella calibro 38, regia di Antonio Secchi (1972)
- Trinità e Sartana figli di..., regia di Mario Siciliano (1972)
- Alleluja e Sartana figli di... Dio, regia di Mario Siciliano (1972)
- Le Amazzoni - Donne d'amore e di guerra, regia di Alfonso Brescia (1973)
- Il figlio di Zorro, regia di Gianfranco Baldanello (1973)
- Che matti... ragazzi! (Dschungelmädchen für zwei Halunken), regia di Ernst Hofbauer (1974)
- Che stangata ragazzi (Zwei Teufelskerle auf dem Weg ins Kloster), regia di Ernst Hofbauer e Fernando Orozco (1975)
- Bob il baro, regia di Atif Yilmaz (1976)
- Che carambole... ragazzi!!!, regia di Natuk Baytan e Ernst Hofbauer (1976)
- Mettetemi in galera... ma subito (Babanin evlatlari) , regia di Natuk Baytan (1977)[2]
- California di Michele Lupo (1977)
- Quel pomeriggio maledetto, regia di Mario Siciliano (1977)
- Il braccio violento della mala, regia di José Fernández Pacheco e Sergio Garrone (1978)
- Zombi 2, regia di Lucio Fulci (1979)
- Endgame - Bronx lotta finale, regia di Joe D'Amato (1983)
- After Death (Oltre la morte), regia di Claudio Fragasso (1988)
- Miami Cops, regia di Alfonso Brescia (1989)
- Buck ai confini del cielo, regia di Tonino Ricci (1991)
- Poliziotti, regia di Giulio Base (1995)
- Il figlio di Sandokan, regia di Sergio Sollima – miniserie TV (1998)
- Nella terra di nessuno, regia di Gianfranco Giani (2001)

## Doppiatori italiani
- Massimo Turci in Texas addio, 7 pistole per i MacGregor, I lunghi giorni dell'odio, Killer calibro 32, 7 donne per i MacGregor, Che carambole ragazzi!
- Roberto Chevalier in L'uomo, l'orgoglio, la vendetta, I vendicatori dell'Ave Maria
- Carlo Sabatini in Trinità e Sartana figli di..., Il figlio di Zorro
- Sandro Iovino in Alleluja e Sartana figli di... Dio, Quel pomeriggio maledetto
- Manlio De Angelis in Che matti... ragazzi!